# Giulio Rossi (bispo de San Leoa)
Giulio Rossi foi um prelado católico romano que serviu como bispo de San Leone (1555–1564).

## Biografia
No dia 23 de outubro de 1555, Giulio Rossi foi nomeado bispo de San Leone durante o papado de Leão X, onde serviu como bispo até à sua morte em março de 1564.